# Perometra
Perometra is een geslacht van haarsterren uit de familie Antedonidae.

## Soorten
- Perometra afra A.H. Clark, 1911
- Perometra diomedeae (A.H. Clark, 1907)
- Perometra pusilla (Carpenter, 1888)
- Perometra robusta (A.H. Clark, 1937)